# Reino de Alba

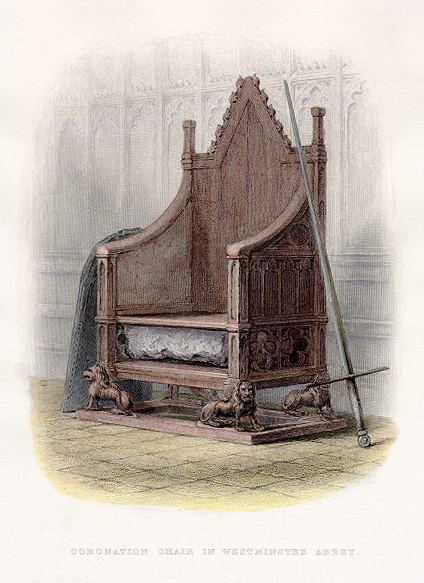
A Pedra da Coroação era usada nas coroações dos reis de Alba. Em 1296 Eduardo I levou-a para Inglaterra e mandou construir um trono no que inseriu a pedra, no qual foram coroados quase todos os reis da Inglaterra e do Reino Unido depois.

O Reino de Alba é referente ao período do Reino da Escócia compreendido entre a morte de Donald II, ano 900, e a de Alexandre III em 1286 que levou às Guerras de independência da Escócia. Alba é o nome em gaélico escocês da Escócia e é utilizado precisamente por nesta época ser a elite de cultura gaélica e mais tarde normando-escocesa, em contraposição com a época dos Stuarts na que a elite era na sua maior parte de cultura anglo.

## Corte
Não se conhece a estrutura da Corte escocesa antes da chegada dos normandos à Escócia. No século XII os principais cargos da Corte eram:
- Senescal ou dapifer, hereditários desde o reinado de David I, tinha ao seu cuidado a casa do rei.
- Chanceler, tinha ao seu cargo a capela real que estava associada com os copistas reais, responsáveis de manter a documentação. Era um sacerdote.
- Chamberlain, tinha o controle e a responsabilidade das finanças reais.
- Condestável, hereditário desde David I, tinha a seu cargo os recursos militares da coroa.
- Mordomo
- Marechal, era o responsável da cavalaria real.

No século XIII, todos os oficios exceto o de chanceler tenderam a ser hereditários ao tempo que se criaram outros oficios, o mais importante era o hostarius, a cargo da guarda real.

## Origem
Donald II foi o primeiro que recebeu o nome de rei de Alba (rí Alban), concretamente à sua morte no castelo de Dunnottar no ano 900. Os seus predecessores recebiam o nome de reis dos pictos ou rei de Fortriu.